# Tașca
Pour les articles homonymes, voir Tasca.
Tașca est une commune roumaine du județ de Neamț, dans la région historique de Moldavie et dans la région de développement du Nord-Est.

## Géographie
La commune de Tașca est située dans l'ouest du județ, dans la vallée de la Bicaz, entre les Monts Ceahlău au nord et les Monts Tarcău au sud, dans les Carpates orientales, à 5 km au sud-ouest de Bicaz et à 29 km à l'ouest de Piatra Neamț, le chef-lieu du județ. Le point culminant de la commune est le Mont Bâtca Negrii à 1 458 m d'altitude.
La municipalité est composée des quatre villages suivants (population en 1992) :
- Hamzoaia (370) ;
- Neagra (557) ;
- Tașca (1 350), siège de la municipalité ;
- Ticoș-Floarea (373).

## Histoire
La première mention écrite du village date de 1611 dans un document du monastère de Bistrița.

## Politique
Le Conseil Municipal de Tașca compte 11 sièges de conseillers municipaux. À l'issue des élections municipales de juin 2008, Alexandru Drăgan (PD-L) a été élu maire de la commune.
| Parti                          | Nombre de conseillers |
| ------------------------------ | --------------------- |
| Parti démocrate-libéral (PD-L) | 6                     |
| Parti social-démocrate (PSD)   | 4                     |
| Parti national libéral (PNL)   | 1                     |

## Religions
En 2002, la composition religieuse de la commune était la suivante :
- Chrétiens orthodoxes, 99,81 %.

## Démographie
En 2002, la commune comptait 2 675 Roumains (99,96 %). On comptait à cette date 1 122 ménages et 850 logements.
| 1992  | 2002  | 2007  |
| ----- | ----- | ----- |
| 2 750 | 2 676 | 2 719 |

## Économie
L'économie de la commune repose sur l'élevage et l'exploitation des forêts (sylviculture, transformation du bois). La cimenterie Carpat Cement, appartenant au groupe allemand HeidelbergCement est installée à Tașca.

## Communications

### Routes
Tașca est située sur la route nationale DN12C qui relie Piatra Neamț et Bicaz avec Gheorgheni et le județ de Harghita.